# Pierre Boursicot
Pour les articles homonymes, voir Boursicot.
 Pierre Boursicot  né le 4 novembre 1899 à Saint-Sulpice-d'Arnoult (Charente-Inférieure) et mort le 17 septembre 1986 à Raizeux (Yvelines), est un fonctionnaire des finances, syndicaliste, résistant, commissaire régional de la République à la Libération et haut fonctionnaire.

## Biographie

### Le fonctionnaire des finances
Pierre Boursicot débute en 1922 une carrière de fonctionnaire des finances comme « surnuméraire » des contributions indirectes, et s'installe en région parisienne.

### Le syndicaliste
Très jeune, il s'engage dans la lutte syndicale. En 1928, il est secrétaire adjoint de la fédération autonome des fonctionnaires et secrétaire général du syndicat national des agents des contributions indirectes en 1932. Enfin, il est secrétaire général adjoint de la fédération générale des fonctionnaires CGT durant la période clé 1936-1939. Parallèlement, il est gérant du Fonctionnaire syndicaliste (1928-1936).
Ses activités lui permettent de rencontrer des hommes comme Gaston Cusin ou Robert Lacoste.

### Le résistant
Son activité militante le destinait naturellement à l'action contre l'occupant et le régime de Vichy. Il est un des membres de la direction de la fédération clandestine des fonctionnaires à partir de 1940. Il est également un membre actif du mouvement Libération-Nord créé autour de Christian Pineau et du Manifeste des douze (dont fait partie Robert Lacoste). Ce mouvement regroupe entre autres des syndicalistes « réformistes », comme lui, et est très proche du Comité d'action socialiste clandestin.
Avant de devenir responsable national de Libération-Nord, il est en Mayenne, où il assure des liaisons entre résistants.
Ses engagements et ses relations ne pouvaient que le conduire à d'importantes responsabilités dans le régime issu de la Libération.

### Le Haut fonctionnaire sous laIVeRépublique
Pierre Boursicot va connaître une ascension professionnelle vertigineuse sous la IVe République.
Le GPRF le nomme tout d'abord préfet de la Charente en 1943. Le titulaire (André Fourcade) ayant été arrêté et fusillé par les Allemands, Pierre Boursicot est nommé Commissaire de la République de la Haute-Vienne à Limoges en août 1944. Sa zone de compétence regroupe à peu près l'ancienne « R5 » du temps de la résistance. Il arrive en Limousin le 18 août 1944, entre à Limoges avec l'État major FFI le 21, et prend officiellement ses fonctions le 5 septembre 1944.
Le 6 septembre 1944, Pierre Boursicot, vient proclamer à Périgueux la naissance de la IVe République. Périgueux est totalement libérée le 19 août 1944, puis un défilé de libération à lieu Le 24 août 1944, auquel participe, avec de nombreux autres résistants, notamment Yves Péron, Roger Ranoux, Édouard Valéry ou André Urbanovitch dit « Doublemètre » 
Si les choses se passent relativement bien dans la plupart des départements, il n'en va pas de même pour la Haute-Vienne [réf. nécessaire]. En effet, le nouveau commissaire régional fait face à deux fortes personnalités. Militant communiste chevronné et ancien résistant, Jean Chaintron est préfet de la Haute-Vienne. Georges Guingouin est le prestigieux chef des FTP du département. Il commande plusieurs milliers d'hommes. Communiste, bientôt en disgrâce, il est élu maire de Limoges en 1945. Les relations entre ces trois pôles de pouvoir sont souvent explosives[réf. nécessaire] Sur fond de début de guerre froide, chacun veut préserver ses prérogatives.
La réputation d'homme sûr de Pierre Boursicot va le conduire à accéder à des fonctions très sensibles en ces périodes troublées. Il est tout d'abord directeur général de la Sûreté nationale de 1946 à 1949.
Il est ensuite pour la période 1951 à 1957 directeur du SDECE sur fond de guerres coloniales.

### Le patron des aéroports de Paris
Pierre Boursicot termine sa vie professionnelle en occupant la fonction de Président des Aéroports de Paris de 1960 à 1970. Cette période voit se développer considérablement cette entreprise avec l'inauguration de l'aéroport d'Orly en 1961 et de celui de Roissy en 1965.